# Lyefjell
Lyefjell är en tätort i Time kommun i Rogaland fylke i sydvästra Norge. Orten ligger vid Lyefjellet, vid fylkesväg 4436, vid sidan av fylkesväg 506, öster om staden Bryne.